# Juan Ferrándiz
Juan Francisco Manuel Ferrándiz Castells, más conocido como Juan Ferrándiz (n. Barcelona, España; 31 de diciembre de 1917 - f. Barcelona, España; 15 de agosto de 1997) fue un ilustrador español, especializado en cuentos infantiles y postales navideñas, escultor y, además, escribió numerosos cuentos y poemas para niños.

## Biografía
Nacido en pleno barrio de Gracia de la cosmopolita ciudad de Barcelona, Ferrándiz proviene de una familia con arraigada tradición artística (su abuelo paterno, José Ferrándiz, fue pintor, su padre, Francisco Ferrándiz Carbonell, fue un amante de la pintura y su hermana, Paquita Ferrándiz, fue una popular actriz de la escena catalana). 
Ferrándiz se formó en la Escuela de Bellas Artes de Barcelona.
Terminada la Guerra Civil, empezó a trabajar con Jaime Baguñá, junto a quien aprendió la técnica de los dibujos animados. Colaboró en numerosas producciones cinematográficas, tanto en corto como en largometrajes -entre ellos, "Érase una vez" (1948-1950)- y escribió e ilustró muchos libros para niños como "Mantengamos limpio el corazón" o "Seamos todos", para las editoriales Baguñà, Chamartín y Bruguera.  Asimismo, escribió poesía -entre sus títulos, "Un sí a la vida"- y participó como rapsoda en lecturas poéticas.
Desde 1952 fue reconocido internacionalmente como autor de un tipo de felicitaciones navideñas con pastores o ángeles estilizados, risueños y bonhomiosos, que han sido muy imitadas. Llegó a ser considerado como "El Rey de los Christmas". Sus dibujos ilustraron el catálogo del Festival Pau Casals de Acapulco en 1960, editado con motivo de la primera audición mundial de El Pesebre. 
Ferrándiz se alzó con la Englantina de Oro en los Juegos Florales de la lengua catalana de Lausana de 1976 y el accésit a la Englantina en los Juegos Florales de la lengua catalana de Barcelona de 1979. En 1991 obtuvo la Cruz de Sant Jordi. Fue miembro de la Asociación de Escritores en Lengua Catalana (AELC).
Además fundó, junto con otras celebridades, el primer comité de la UNESCO en España y fue galardonado en 1992 por la Cruz de Sant Jordi por su gran trayectoria artística y humana.
El trabajo de Juan Ferrándiz es mundialmente conocido y apreciado; sin embargo, apenas se le nombra en ningún libro de historia, ilustración o pintura. Muchas son las voces que opinan que fue relegado a un segundo plano por la temática religiosa que desprende una gran parte de sus ilustraciones.

## Obra
Artista polifacético como pocos, Ferrándiz dejó su huella imborrable en tres campos artísticos muy diferentes entre sí (ilustración, literatura y escultura), pero unidos por él por un tema en común: el maravilloso mundo de los niños.

### Literatura
Juan Ferrándiz Castells escribió medio centenar de cuentos, tanto en castellano como en catalán, y también poesía.
Sus creaciones literarias vieron la luz a principios de los años 50 y continuaron publicándose hasta los años 60. Estos son pequeños librillos grapados y troquelados con una forma relativa al tema del relato y que, generalmente, se centran en figura (humana o no) del protagonista. 
Los cuentos que escribía, generalmente en verso, cuentan al final de los mismos con una moraleja muy clara respecto a la historia que se acaba de leer. Por ejemplo, en "Bée, el corderito travieso" la moraleja final es "lo que no quieras para ti no lo quieras para los demás".
En el año 2006 la editorial La Guineu editó un libro de poemas inéditos en catalán llamado "´Moviment continu", cuyo tema principal es el amor por la naturaleza y la belleza.
En el año 2007 se crea la empresa Memory Ferrándiz S.L. con el fin de continuar difundiendo entre las nuevas generaciones la obra de este gran artista. Y actualmente, año 2025, esta editorial sigue reeditando, en España, sus Christmas, recordatorios y cuentos troquelados a través de la web: www.memoryferrandiz.com.
Gracias a nuevas técnicas gráficas y con ayuda de programas digitales se han recuperado dibujos suyos que han permitido troquelar y completar nuevos cuentos: "EL libro del año", "La niña que dejó de llorar", "El circo", "las obras de Misericordia" y "Dime lo que comes" 
En enero de 2009 se reedita por Planeta deAgostini una colección facsímil de los mismos cuentos que acompañaron la infancia de dos generaciones, con los famosos gadgets o complementos que caracterizaban al protagonista de cada historia: las gafas de Maripili, la espumadera de Mariuca, el silbato del Urbano Ramón o la escoba de la ratita presumida, con una gran acogida de público que obligó a su reedición inmediata.
De la propia mano del autor, relacionamos el siguiente poema:
Llegó la Navidad.
En huelga me declaro
de muérdago caído.

El ramo no levanto, no,
abro la mano,
y en su hueco vacío
que pongáis, pido,
una miga de luz
de aquella 
Navidad de leche y miel.

Los verdes fluorescentes cabriolean
y ya no os veo
entre la niebla cegadora.

De vuestra Navidad yo estaré ausente
si sólo me hacéis hoy, sitio en la mesa.

### Escultura
La colección de tallas navideñas para belenes fue creada en 1969 y se compone por 57 figuras de tamaños que oscilan entre los 5 y los 15 cm de altura. Asimismo, diseñó una serie de figuras en madera para la empresa italiana Anri, casa que aún fabrica y vende las figuras navideñas, todas ellas están hechas y pintadas a mano sobre el modelo original del autor.
En diciembre de 2009 la editorial Planeta deAgostini reedita una colección de 50 figuritas de Belén, en poliuretano, y que ha tenido muy buena acogida en kioscos y librerías.

## Reconocimientos y distinciones
Por iniciativa directa del Instituto de Vera Cruz de México, se inauguró en el curso 1970-71 el "Colegio Ferrándiz", que abarcó desde el parvulario hasta los estudios de enseñanza básica.
Fue galardonado con L'Englatina d'Or en los Jocs Florals de la Llengua Catalana en Lausana (Suiza) en 1976. Asimismo, obtuvo el accésit a L'Englatina en los Jocs Florals, celebrados en Barcelona en mayo de 1979.
Probablemente, su mayor reconocimiento fue la obtención en 1992 de la Cruz de Sant Jordi, otorgada por la Generalidad de Cataluña.

## Frases de Ferrándiz
- "El amor es vida. Puede haber vida sin amor. Pero ésta, no es vida."
- "De las raíces del amor crecen los frutos de la esperanza."
- "Hemos de recuperar el alma del hombre, soterrada bajo el vivir superficial."
- "Creer en la paz es ya crear paz."
- "Mis dibujos llevan en sí contenidos colectivos, porque intento poner en pie los sentimientos de los demás."
- "Soy un hombre que habla al niño que "vive" dentro de cada hombre."
- "Estoy de acuerdo con los que digan que el humor es amor con H."
- "La vida es emoción. El que no se emociona, sólo vive a medias."
- "Canta al amor y a la esperanza y te responderá el eco de otra voz amiga."

### Como autor

#### En español
- Colilargo y Don Gusano (1990), Editor: Edigraf. Editorial Vilcar y Gráficas Hamburg, S.A. ISBN 978-84-7066-301-7
- Doctor Hazo, el (1990). Editor: Edigraf. Editorial Vilcar y Gráficas Hamburg, S.A. ISBN 978-84-7066-340-6
- Mariuca la castañera (1990), Editor: Edigraf. Editorial Vilcar y Gráficas Hamburg, S.A. ISBN 978-84-7066-328-4
- Minus y las ratitas (1990), Editor: Edigraf. Editorial Vilcar y Gráficas Hamburg, S.A. ISBN 978-84-7066-302-4
- Mix y su cascabel (1990), Editor: Edigraf. Editorial Vilcar y Gráficas Hamburg, S.A.ISBN 978-84-7066-321-5
- Perico el barrendero (1990). Editor: Edigraf. Editorial Vilcar y Gráficas Hamburg, S.A. ISBN 978-84-7066-348-2
- Urbano Ramón, el (1990), Editor: Edigraf. Editorial Vilcar y Gráficas Hamburg, S.A. ISBN 978-84-7066-330-7
- Abanico de la verdad, el (1988), Editor: Edigraf. Editorial Vilcar y Gráficas Hamburg, S.A. ISBN 978-84-7066-084-9
- Angel de la lluvia, el (1988), Editor: Edigraf. Editorial Vilcar y Gráficas Hamburg, S.A. ISBN 978-84-7066-103-7
- Bee el corderito travieso (1988), Editor: Edigraf. Editorial Vilcar y Gráficas Hamburg, S.A. ISBN 978-84-7066-080-1
- Flauta mágica, la (1988), Editor: Edigraf. Editorial Vilcar y Gráficas Hamburg, S.A. ISBN 978-84-7066-077-1
- Mariuca la castañera (1988), Editor: Edigraf. Editorial Vilcar y Gráficas Hamburg, S.A. ISBN 978-84-7066-079-5
- Mireia presentadora de T.V., la (1988), Editor: Edigraf. Editorial Vilcar y Gráficas Hamburg, S.A. ISBN 978-84-7066-842-5
- Mix y su cascabel (1988), Editor: Edigraf. Editorial Vilcar y Gráficas Hamburg, S.A. ISBN 978-84-7066-018-4
- Nora locutora de T. V. (1988), Editor: Edigraf. Editorial Vilcar y Gráficas Hamburg, S.A. ISBN 978-84-7066-021-4
- Perico el barrendero (1988), Editor: Edigraf. Editorial Vilcar y Gráficas Hamburg, S.A. ISBN 978-84-7066-026-9
- Urbano Ramón, el (1988), Editor: Edigraf. Editorial Vilcar y Gráficas Hamburg, S.A. ISBN 978-84-7066-081-8
- Ana la barquera (1986), Editor: Edigraf. Editorial Vilcar y Gráficas Hamburg, S.A. ISBN 978-84-7066-027-6
- Doctor Hazo, el (1986), Editor: Edigraf. Editorial Vilcar y Gráficas Hamburg, S.A. ISBN 978-84-7066-019-1
- Amadeo astronauta (1985), Editor: Edigraf. Editorial Vilcar y Gráficas Hamburg, S.A. ISBN 978-84-7066-107-5
- Ardilla hacendosa, la (1985), Editor: Edigraf. Editorial Vilcar y Gráficas Hamburg, S.A. ISBN 978-84-7066-011-5
- Guitarra embrujada, la (1985), Editor: Edigraf. Editorial Vilcar y Gráficas Hamburg, S.A. ISBN 978-84-7066-078-8
- Mari Pili en biscuter (1985), Editor: Edigraf. Editorial Vilcar y Gráficas Hamburg, S.A. ISBN 978-84-7066-086-3
- Municipal Ramón, el (1985), Editor: Edigraf. Editorial Vilcar y Gráficas Hamburg, S.A. ISBN 978-84-7066-830-2
- Olga y Jorge en vespa (1985), Editor: Edigraf. Editorial Vilcar y Gráficas Hamburg, S.A. ISBN 978-84-7066-087-0
- La ratita presumida (1985), Editor: Edigraf. Editorial Vilcar y Gráficas Hamburg, S.A. ISBN 978-84-7066-106-8
- aliente Toni, el (1985), Editor: Edigraf. Editorial Vilcar y Gráficas Hamburg, S.A. ISBN 978-84-7066-023-8
- Aventura en Sevilla, una (1984), Editor: Edigraf. Editorial Vilcar y Gráficas Hamburg, S.A. ISBN 978-84-7066-102-0
- Mixi y las ratitas (1984), Editor: Edigraf. Editorial Vilcar y Gráficas Hamburg, S.A. ISBN 978-84-7066-029-0
- Pio repio y los pájaros N. 46 (1984), Editor: Edigraf. Editorial Vilcar y Gráficas Hamburg, S.A. ISBN 978-84-7066-025-2
- Colilargo y Don Gusano (1983), Editor: Edigraf. Editorial Vilcar y Gráficas Hamburg, S.A. ISBN 978-84-7066-028-3
- Don Sabueso (1983), Editor: Edigraf. Editorial Vilcar y Gráficas Hamburg, S.A. ISBN 978-84-7066-030-6
- Miedito el buen fantasmito (1975), Editor: Edigraf. Editorial Vilcar y Gráficas Hamburg, S.A. ISBN 978-84-7066-022-1
- Nuria la pastora (1983), Editor: Edigraf. Editorial Vilcar y Gráficas Hamburg, S.A. ISBN 978-84-7066-024-5
- Contamos con todos (1981), Editor: Edigraf. Editorial Vilcar y Gráficas Hamburg, S.A. ISBN 978-84-7066-113-6
- Nuria la pastora (1981) Editor: Edigraf. Editorial Vilcar y Gráficas Hamburg, S.A. ISBN 978-84-7066-067-2
- Aladino y la lámpara maravillosa (1980) Editor: Edigraf. Editorial Vilcar y Gráficas Hamburg, S.A. ISBN 978-84-7066-085-6
- Don Paquidermo y su familia (1980) Editor: Edigraf. Editorial Vilcar y Gráficas Hamburg, S.A. ISBN 978-84-7066-119-8
- Eva y el sábio Octavio. Mantenga limpio el corazón (1980) Editor: Edigraf. Editorial Vilcar y Gráficas Hamburg, S.A. ISBN 978-84-7066-121-1
- Muéveme, La niña que dejó llorar (1980) Editor: Edigraf. Editorial Vilcar y Gráficas Hamburg, S.A. ISBN 978-84-7066-007-8
- Pájaro mimado, el. Un rincón de paz (1980), Editor: Edigraf. Editorial Vilcar y Gráficas Hamburg, S.A. ISBN 978-84-7066-123-5
- Rubiales y miedito y Toni el valiente (1980), Editor: Edigraf. Editorial Vilcar y Gráficas Hamburg, S.A. ISBN 978-84-7066-097-9

- Un sí a la vida (A yes to life)(1980), Editor: Ingro. Instituto Gráfico ISBN 978-84-300-2154-X
- Silvia la pastora y Pio y los pájaros (1980), Editor: Edigraf. Editorial Vilcar y Gráficas Hamburg, S.A. ISBN 978-84-7066-098-6
- Tres hijos del rey moro, los (1980) Editor: Edigraf. Editorial Vilcar y Gráficas Hamburg, S.A. ISBN 978-84-7066-124-2
- Muéveme, Dime lo que comes (1978), Editor: Edigraf. Editorial Vilcar y Gráficas Hamburg, S.A. ISBN 978-84-7066-002-3
- Cuentos de Navidad (1960), Edigraf. Editorial Vilcar y Gráficas Hamburg, S.A., ISBN 978-84-7066-010-8
- Pasen señores pasen (1972), Edigraf. Editorial Vilcar y Gráficas Hamburg, S.A., ISBN 978-84-7066-065-8
- Muéveme, Pasen señores pasen (1972) Edigraf. Editorial Vilcar y Gráficas Hamburg, S.A., ISBN 978-84-7066-003-0

#### En catalán
- Colilargo y Don Gusano (1990), Editor: Edigraf. Editorial Vilcar y Gráficas Hamburg, S.A. ISBN 978-84-7066-301-7
- Cua llarg i mister Cuc (1990), Editor: Edigraf. Editorial Vilcar y Gráficas Hamburg, S.A. ISBN 978-84-7066-801-2
- Minus i els ratolins (1990), Editor: Edigraf. Editorial Vilcar y Gráficas Hamburg, S.A. ISBN 978-84-7066-802-9
- Peret escombraire (1990), Editor: Edigraf. Editorial Vilcar y Gráficas Hamburg, S.A. ISBN 978-84-7066-848-7
- Amadeu astronauta, l'  (1989), Editor: Edigraf. Editorial Vilcar y Gráficas Hamburg, S.A. ISBN 978-84-7066-839-5
- Angel de la pluja, l'  (1988), Editor: Edigraf. Editorial Vilcar y Gráficas Hamburg, S.A. ISBN 978-84-7066-844-9
- Flauta màgica, la (1988), Editor: Edigraf. Editorial Vilcar y Gráficas Hamburg, S.A. ISBN 978-84-7066-824-1
- Mariona castanyera, la (1988), Editor: Edigraf. Editorial Vilcar y Gráficas Hamburg, S.A. ISBN 978-84-7066-828-9
- Mireia presentadora de T.V., la (1988), Editor: Edigraf. Editorial Vilcar y Gráficas Hamburg, S.A. ISBN 978-84-7066-842-5
- Mix i el seu cascavell (1988), Editor: Edigraf. Editorial Vilcar y Gráficas Hamburg, S.A. ISBN 978-84-7066-821-0
- Nora locutora de T. V. (1988), Editor: Edigraf. Editorial Vilcar y Gráficas Hamburg, S.A. ISBN 978-84-7066-021-4
- Peret escombraire (1988), Editor: Edigraf. Editorial Vilcar y Gráficas Hamburg, S.A. ISBN 978-84-7066-070-2
- Ventall de la veritat, el (1988), Editor: Edigraf. Editorial Vilcar y Gráficas Hamburg, S.A. ISBN 978-84-7066-835-7
- Anna la barquera (1986), Editor: Edigraf. Editorial Vilcar y Gráficas Hamburg, S.A. ISBN 978-84-7066-071-9
- En be, el xai entremaliat (1985), Editor: Edigraf. Editorial Vilcar y Gráficas Hamburg, S.A. ISBN 978-84-7066-829-6
- Esquirol feiner, l'  (1985), Editor: Edigraf. Editorial Vilcar y Gráficas Hamburg, S.A. ISBN 978-84-7066-833-3
- Doctor As, el (1985), Editor: Edigraf. Editorial Vilcar y Gráficas Hamburg, S.A. ISBN 978-84-7066-840-1
- Mixi reina del hula-hoop (1985), Editor: Edigraf. Editorial Vilcar y Gráficas Hamburg, S.A. ISBN 978-84-7066-020-7
- En cau caniller (1983), Editor: Edigraf. Editorial Vilcar y Gráficas Hamburg, S.A. ISBN 978-84-7066-072-6
- Cua llarg i Mr. Cuc (1983), Editor: Edigraf. Editorial Vilcar y Gráficas Hamburg, S.A. ISBN 978-84-7066-074-0
- Valent Tonet, el (1982), Editor: Edigraf. Editorial Vilcar y Gráficas Hamburg, S.A. ISBN 978-84-7066-069-6
- Minus i els ratolins (1981) Editor: Edigraf. Editorial Vilcar y Gráficas Hamburg, S.A. ISBN 978-84-7066-073-3
- Piu repiu i els ocells (1981) Editor: Edigraf. Editorial Vilcar y Gráficas Hamburg, S.A. ISBN 978-84-7066-068-9
- Ja sòc un ocell. Un petit país (1980), Editor: Edigraf. Editorial Vilcar y Gráficas Hamburg, S.A. ISBN 978-84-7066-122-8
- Mireia la pastora y Piu i els ocells (1980), Editor: Edigraf. Editorial Vilcar y Gráficas Hamburg, S.A. ISBN 978-84-7066-099-3
- Mou-me, La nena que va deixar de plorar (1980) Editor: Edigraf. Editorial Vilcar y Gráficas Hamburg, S.A. ISBN 978-84-7066-008-5 ;
- Paqui-Derm i Trompa (1980), Editor: Edigraf. Editorial Vilcar y Gráficas Hamburg, S.A. ISBN 978-84-7066-118-1
- Pel ros i Peruguet (1980), Editor: Edigraf. Editorial Vilcar y Gráficas Hamburg, S.A. ISBN 978-84-7066-100-6
- Rosa i Octavi. Mantingueu net el cor (1980), Editor: Edigraf. Editorial Vilcar y Gráficas Hamburg, S.A. ISBN 978-84-7066-120-4 ;
- Si a la vida, un (1980), Editor: Ingro. Instituto Gráfico ISBN 978-84-300-2154-3
- Siguen-hi tots (1973) Editor: Edigraf. Editorial Vilcar y Gráficas Hamburg, S.A. ISBN 978-84-7066-112-9
- Contes de nadal (1960), Edigraf. Editorial Vilcar y Gráficas Hamburg, S.A., ISBN 978-84-7066-009-2

### Como coautor

#### En español
- La Navidad de Ferrándiz (2006), Manzano, Manuel, Editor: Editorial Planeta, S.A. ISBN 978-84-08-06787-0
- Barba Azul (1988), Perrault, Charles, Editor: Edigraf. Editorial Vilcar y Gráficas Hamburg, S.A. ISBN 978-84-7066-082-5
- Caperucita Roja (1985), Perrault, Charles, Editor: Edigraf. Editorial Vilcar y Gráficas Hamburg, S.A. ISBN 978-84-7066-076-4 (ilustraciones)

#### En catalán
- Moviment continu : una antologia (2006), Editor: Edicions La Guineu ISBN 978-84-934964-0-1
- En Nadal de Ferràndiz (2006), Manzano, Manuel Editor: Editorial Planeta, S.A. ISBN 978-84-9708-995-1
- Les obres de misericòrdia (1988), Revilla, Federico, Editor: Edigraf. Editorial Vilcar y Gráficas Hamburg, S.A. ISBN 978-84-7066-075-7